# Alwyn Hamilton
Alwyn Hamilton (Toronto, 10 settembre 1988) è una scrittrice canadese.

## Biografia
Alwyn Hamilton nasce a Toronto e trascorre l'infanzia tra il Canada, la Francia e l'Italia, fino a quando i suoi genitori decidono di stabilirsi a Beaune. Dopo aver ottenuto il diploma, si trasferisce in Inghilterra per studiare storia dell'arte all'Università di Cambridge, laureandosi nel 2009. In seguito si trasferisce a Londra dove lavora per alcuni anni per la casa d'aste Christie's, decidendo infine di dedicarsi esclusivamente alla scrittura.

## Opere

### Rebel
1. Rebel. Il deserto in fiamme (Rebel of the Sands, 2015)
2. Rebel. Il tradimento (Traitor to the Throne, 2016)
3. Rebel. La nuova alba (Hero at the Fall, 2017)

### The Notorious Virtues
1. The Notorious Virtues (2025)

## Riconoscimenti
- 2016 – Goodreads Choice Award[2]
  - Miglior esordio